# 长须贡马乡
长须贡马乡，是中华人民共和国四川省甘孜藏族自治州石渠县下辖的一个乡镇级行政单位。

## 行政区划
长须贡马乡下辖以下地区：
托思村、河差村、江马村、哈伟村、日美村和尔马底村。